# ثلاثة رجال على البوميل
ثلاثة رجال على البوميل (بالإنجليزية: Three Men on the Bummel)‏ (المعروفة أيضا باسم ثلاثة رجال على عجلات) هي رواية فكاهية بقلم جيروم كلابكا جيروم. نشرت في عام 1900، بعد أحد عشر عاما عمله الأكثر شهرة، ثلاثة رجال في قارب.
في التتمة يعود الأصدقاء الثلاثة الذين ظهروا في قصة ثلاثة رجال في قارب، وهذه المرة يذهبون في رحلة بالدراجات عبر الغابة السوداء في ألمانيا. يقول ديفد كلايتون براونينغ عن الرواية «مثل معظم التتمات، فقد تمت مقارنتها بالسلب مع القصة الأم، ولكنها كانت فقط أقل شهرة من ثلاثة رجال في قارب واستخدمت لفترة طويلة ضمن الكتب المدرسية في ألمانيا». يعتبرها جيريمي نيكولاس من جمعية جيروم كلابكا جيروم «تحفة هزلية تحتوي على مجموعة قطع مضحكة أو أكثر إضحاكا من تلك الموجودة في سابقتها، ولكنها وليست مرضية ككل، بسبب عدم وجود موضوع موحد».